# Bulbophyllum frostii
Bulbophyllum frostii là một loài phong lan.

## Hình ảnh

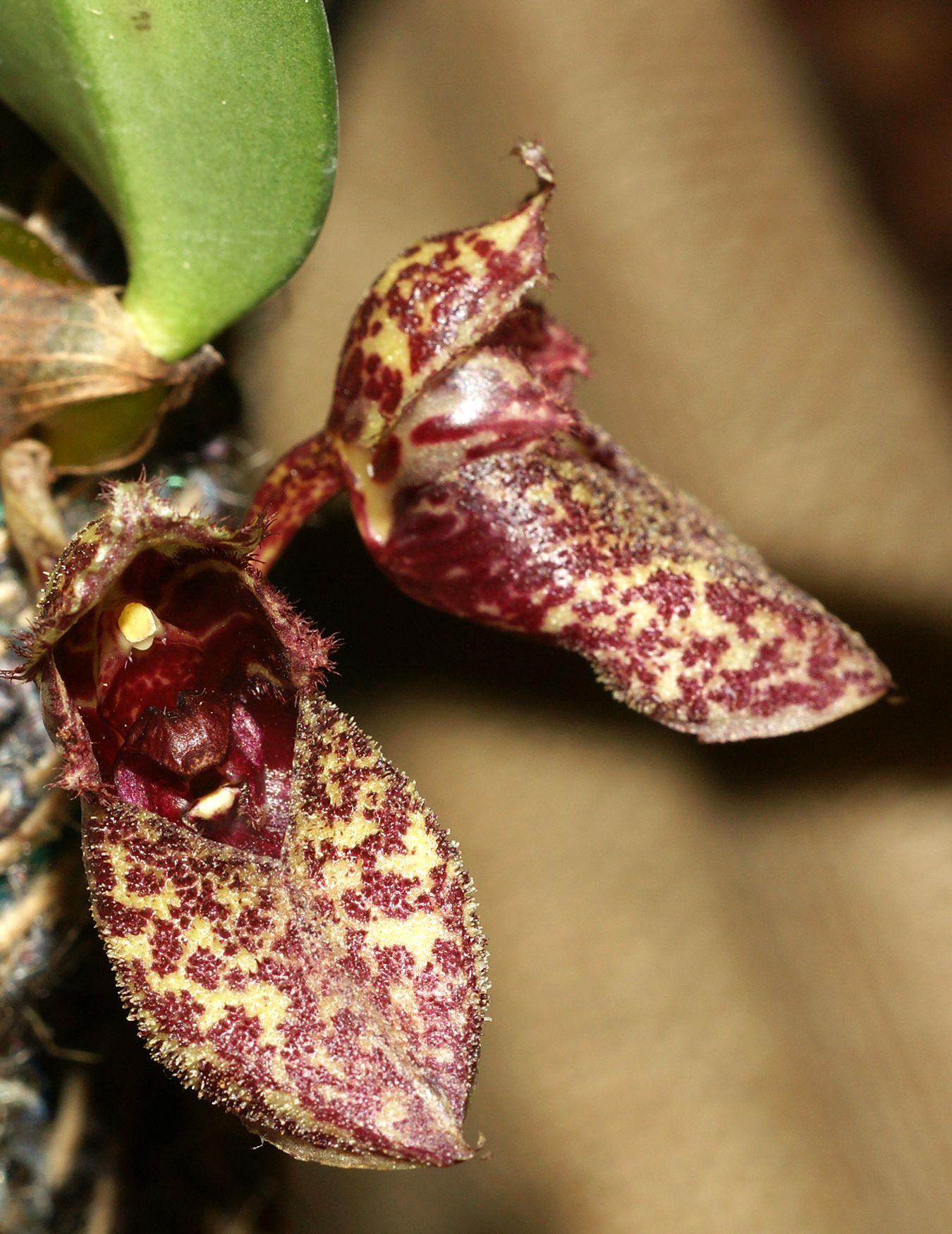